# Gas CS
Il gas CS è il nome comunemente usato per riferirsi all'orto-clorobenziliden-malononitrile, una sostanza usata come gas lacrimogeno e arma non letale, prevalentemente utilizzata dalle forze dell'ordine per il controllo dell'ordine pubblico. È inoltre considerata anche come un'arma chimica in caso di utilizzo in guerra (sentenza della Cassazione 30 gennaio 1982).
Il gas CS fu scoperto nel 1928 da due scienziati statunitensi, Ben Corson e Roger Staughton; il nome CS deriva infatti dalle iniziali dei loro cognomi.
Il CS fu sviluppato e testato segretamente a Porton Down in Wiltshire, Inghilterra, negli anni cinquanta e sessanta. Inizialmente fu usato sugli animali, successivamente su volontari dell'esercito britannico. È stato dimostrato che il CS ha effetti ridotti sugli animali poiché essi hanno un apparato lacrimale meno sviluppato e sono protetti dalla pelliccia.

## Produzione
Il gas CS viene sintetizzato facendo reagire 2-clorobenzaldeide e malononitrile per mezzo della condensazione di Knoevenagel:

ClC6H4CHO + H2C(CN)2 → ClC6H4CHC(CN)2 + H2O
La reazione è catalizzata con basi deboli quali la piperidina o la piridina.
Il metodo di produzione non è mai cambiato da quando il composto fu scoperto da Carson e Staughton.
Per migliorare il processo di produzione sono state proposte altre basi, metodi senza solvente e con promozione per mezzo di microonde.
Le proprietà fisico-chimiche della sostanza erano state scoperte al momento della sua sintetizzazione, nel 1928: "alcuni di questi nitrili hanno effetti lacrimogeni ed irritanti; sono innocui se bagnati ma maneggiare la polvere secca può essere disastroso".

### Uso sotto forma di spray
Dal momento che il 2-clorobenzalmalononitrile è solido a temperatura ambiente, e non un gas, sono stati usati diversi accorgimenti per renderlo utilizzabile sotto forma di spray:
- Fuso e spruzzato in stato di fusione
- Sciolto in un solvente biologico
- Sotto forma di polvere secca di CS2 (CS2 è una forma di CS silicizzato e polverizzato)
- A partire da granate termiche per produrre gas caldi[2]

## Effetti
Nel corso degli anni sono stati sviluppati diversi tipi di gas lacrimogeni, con effetti variabili, che spaziano dal leggero lacrimare degli occhi all'immediato senso di nausea e vomito.
Il gas CS è diventato però il più conosciuto a causa della sua efficacia ed alla minor tossicità rispetto ad altri agenti chimici.
Il composto reagisce con l'umidità della pelle e con il liquido lacrimale causando una sensazione di bruciore e provocando la chiusura immediata delle palpebre. In aggiunta si può avere una forte lacrimazione, perdita di muco dal naso, bruciore nelle zone nasali e della gola, e talvolta sensazioni di disorientamento, vertigini e respiro affannoso. In dosi massicce può indurre tosse e vomito.
Un individuo che viene a contatto con il CS, oltre agli effetti lacrimogeni, può presentare una dermatite da contatto.
Gli studi di ricerca mostrano che la maggior parte degli effetti sono a breve termine, ma alcuni riportano leggeri strascichi addirittura dopo mesi.

## Tossicità
Benché classificata come un'arma non letale per il controllo delle sommosse, sono stati dimostrati alcuni effetti potenzialmente tossici. In casi di prolungata esposizione, oltre a danneggiare i polmoni, il gas CS può nuocere al cuore e al fegato.
Il 28 settembre 2000 il Dr. Uwe Heinrich ha pubblicato uno studio commissionato da John C. Danforth per investigare sui possibili effetti di un'esposizione al gas CS. Il Dr Heinrich ha concluso che la possibile tossicità del gas va determinata in base a due fattori: se si fa uso di maschere antigas e se si è chiusi all'interno di una stanza. Se non si utilizzano maschere antigas e si è in un luogo chiuso "c'è una significativa possibilità che una continuata esposizione al gas CS possa contribuire o causare effetti letali".
Alcuni studi del 1989 hanno associato l'esposizione al CS con gli aborti spontanei. Inoltre quando il CS viene metabolizzato in grandi quantità è possibile riscontrare del cianuro all'interno dei tessuti umani.
Secondo lo United States Army Center for Health Promotion and Preventive Medicine, il CS rilascia "fumi molto tossici" quando viene scaldato e decomposto, e in particolari concentrazioni è un pericolo immediato per la salute. Coloro i quali sono stati esposti al gas CS riscaldato dovrebbero sottoporsi immediatamente a controlli medici.

## Decontaminazione
La contaminazione da gas CS può essere eliminata mediante una soluzione alcalina di acqua e sodio bisolfito al 5%. Molto diffuso l'uso del Maalox, un farmaco antiacido (principi attivi magnesio idrossido e alluminio idrossido/ossido idrato), è una delle protezioni comunemente utilizzate dai manifestanti che subiscono attacchi con gas CS. Viene spalmato sulla pelle, bevuto,usato come collirio negli occhi e inalato (imbevendo del tessuto con cui si proteggono le vie respiratorie). Tale composto contribuisce ad alleviare i sintomi dopo l'esposizione ma anche a creare una barriera abbastanza efficace se usato preventivamente.

## Uso

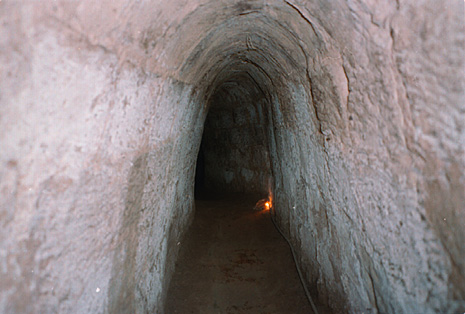
Il gas CS è stato usato per stanare i Viet-Cong dai tunnel in Vietnam

Il gas CS è usato sotto forma di spray da diverse forze di polizia come agente neutralizzante temporaneo, per controllare rivolte o aggressioni.
Benché usato principalmente dalla polizia, il CS è stato protagonista di aggressioni criminali in diversi paesi.
L'uso del CS in guerre internazionali è stato definitivamente vietato nel 1997 con l'entrata in vigore della convenzione sulle armi chimiche di Parigi, firmata nel 1993. Il motivo della proibizione dell'uso del gas CS in guerra è pragmatico: l'utilizzo del gas CS da parte di un combattente potrebbe facilmente innescare una rappresaglia da parte nemica con l'uso di armi chimiche molto più pericolose, come il gas nervino. Il gas resta comunque legale in diversi stati ad uso esclusivo delle forze di polizia per motivi di ordine pubblico.

### Cipro
Il gas CS fu testato per la prima volta sul campo dall'esercito britannico a Cipro nel 1958. A quel tempo il gas era conosciuto con il nome in codice T792.

### Vietnam
È stato reso noto che migliaia di tonnellate di gas CS furono usate dall'esercito statunitense in Vietnam per far uscire allo scoperto i Viet Cong.
Fu usato però anche dalla controparte nord-vietnamita in alcuni scontri come quello di Hue nel 1968, o durante l'offensiva di Pasqua del 1972.

### Irlanda del Nord

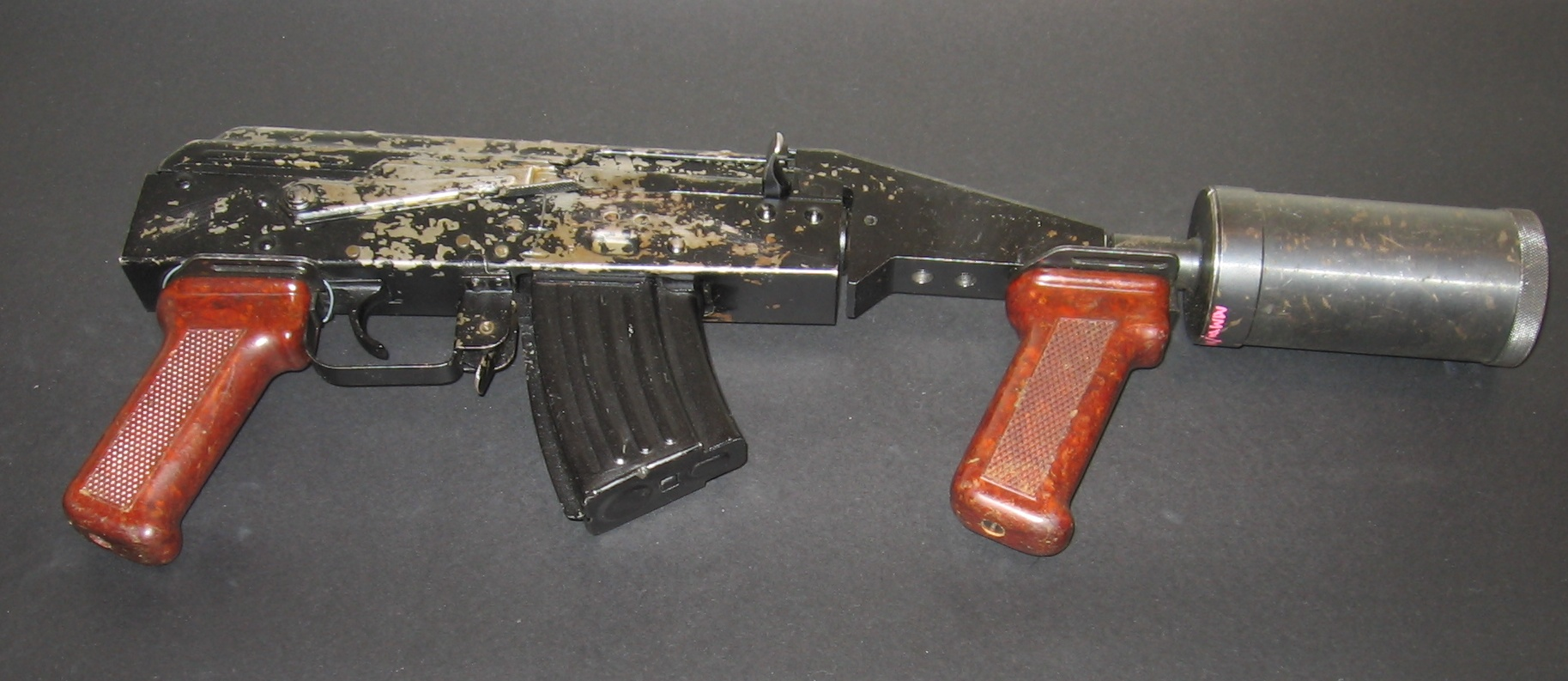
Lanciagranate polacco per il gas CS

Il CS fu largamente usato a Derry, in Irlanda del Nord durante la "battaglia di Bogside", una rivolta di due giorni nell'agosto 1969. Le stime parlano di 1091 bombolette da 12,5g di gas e di 14 da 50g.
L'anno seguente, durante la rivolta di Belfast, l'esercito britannico lanciò circa 1600 bombolette nella zona densamente popolata di "Falls Road".

### Iraq
L'Iraq ha sviluppato con successo il CS durante gli anni settanta e nel decennio successivo ne ha prodotto in gran quantità, dapprima a Salman Pak e poi a al-Muthanna. Saddam Hussein l'ha poi usato contro i Curdi in Iraq oltre che contro l'Iran durante la guerra Iran-Iraq.

### Gran Bretagna
Il gas lacrimogeno fu usato nell'entroterra britannico per soffocare le rivolte nell'area di Toxteth, Liverpool, nel 1981.
Lo spray utilizzato dalla polizia britannica, però, contiene 5 volte più CS di quello statunitense (rispettivamente soluzioni al 5% e all'1%).
Nel febbraio 2006 è stata chiesta a gran voce l'illegittimità del gas CS dopo che un uomo è stato sfigurato in modo permanente a causa del gas spruzzato da una bomboletta della polizia.
Ad ogni modo non è ancora stato confermato che il danno sia stato provocato dall'esposizione al gas.
Nel 2005, uno studente di Essex ha usato il CS all'interno di una scuola. Diversi studenti sono stati ricoverati ma nessuno ha riportato gravi conseguenze.
Un uso inconsueto avviene nei campi di addestramento militare e di polizia della Gran Bretagna. I membri delle forze dell'ordine svolgono un addestramento in cui vengono intenzionalmente sottoposti ad un test con il gas per mostrare gli effetti e per far conoscere l'importanza e l'efficacia delle maschere antigas.

### Stati Uniti
Il CS è usato attualmente da molte forze di polizia negli Stati Uniti. È stato usato durante l'assedio di Waco, nel 1993, dagli ufficiali dell'FBI.
Come in Gran Bretagna, le forze dell'ordine durante l'addestramento testano il gas CS su loro stessi.

### Ungheria
Il gas CS è stato largamente usato dalle forze di polizia ungheresi durante le proteste antigovernative dell'autunno 2006.

### Italia
Il gas CS fa parte dell'equipaggiamento delle forze di polizia italiane dal 1991, con il DPR n. 359 del 5 ottobre 1991, (Regolamento che stabilisce i criteri per la determinazione dell'armamento in dotazione all'Amministrazione della pubblica sicurezza e al personale della Polizia di Stato che espleta funzioni di polizia), il quale all'articolo 12, comma 2, recita: "gli artifici sfollagente si distinguono in artifici per lancio a mano e artifici per lancio con idoneo dispositivo o con arma lunga. Entrambi sono costituiti da un involucro contenente una miscela di CS o agenti similari, ad effetto neutralizzante reversibile". Il gas lacrimogeno CS è considerato a tutti gli effetti un'arma non letale dalla legislazione italiana, e viene utilizzato in operazioni di ordine pubblico dalle forze dell'ordine.
Il gas lacrimogeno CS è stato usato durante i fatti del G8 di Genova durante le manifestazioni no-global contro la FTAA.
Viene inoltre usato comunemente quando ci sono disordini negli stadi.
Nell'ottobre 2010 il "Legal Team Italia" denunciò l'eccessivo uso del gas contro la popolazione che manifestava per la chiusura della discarica di Terzigno.
Nel giugno, luglio 2011 e nei primi mesi del 2012 nonché in alcune date del 2013 (si prenda il caso dei disordini del 19 luglio), lacrimogeni di tipo CS sono stati utilizzati dalle forze dell'ordine a Chiomonte in Val di Susa durante gli scontri con attivisti No TAV che manifestavano contro la costruzione della ferrovia Torino-Lione (Treno Alta Velocità).
In particolare, nella sola giornata del 3 luglio 2011, come documentato da un rapporto della polizia furono lanciati in totale dalle forze dell'ordine 4357 lacrimogeni (Polizia solo Reparti Mobili: 2157, Carabinieri 2000: Guardia di Finanza: 200).
Il 18 ottobre del 2021, il gas CS è stato ampiamente utilizzato per lo sgombero del varco 4 del porto di Trieste in occasione delle proteste contro l'entrata in vigore del Green Pass per poter lavorare. Nell'occasione sono stati utilizzati sia lanciatori da 40mm che granate termiche manuali. In questa occasione alcune delle granate lanciate dai 40mm hanno raggiunto e contaminato i giardini del vicino, Istituto Comprensivo Campi Elisi, fortunatamente non frequentata da studenti quella mattina, in quanto seggio elettorale. L'utilizzo del Gas è continuato fino a tarda sera, in via dei Campi Elisi, per tenere distanti dal porto, numerosi manifestanti, giunti sul posto dopo le cariche avvenuto in mattinata all'ingresso del Porto.

### Canada
È stato usato gas CS, in Québec, nel Canada.